# Udón Pérez (paroisse civile)
Pour l’article homonyme, voir Udón Pérez.
Udón Pérez est l'une des deux paroisses civiles de la municipalité de Catatumbo dans l'État de Zulia au Venezuela. Sa capitale est El Guyabo.

## Étymologie
La paroisse civile tire son nom de l'écrivain vénézuélien Udón Pérez (1871-1926).